# 33625 Slepyan
33625 Slepyan è un asteroide della fascia principale. Scoperto nel 1999, presenta un'orbita caratterizzata da un semiasse maggiore pari a 2,3596539 UA e da un'eccentricità di 0,0586707, inclinata di 3,96855° rispetto all'eclittica.